# Tasmanische Wildnis

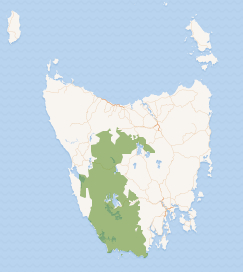
Lage des UNESCO-Welterbes „Tasmanian Wilderness World Heritage Area“

Die Tasmanische Wildnis (engl. Tasmanian Wilderness) liegt auf der südöstlich des australischen Kontinents gelegenen Insel Tasmanien.
1982 wurden verschiedene Schutzgebiete in die Liste des UNESCO-Welterbe aufgenommen. 1989 wurde es weiter ausgedehnt, sodass es heute 15.842 Quadratkilometer umfasst und damit das größte Schutzgebiet Australiens ist. Der australische Premierminister Tony Abbott beabsichtigte 2014, die Fläche des Schutzgebiets um 74 000 Hektar zu verringern, damit der Wald für die Holzgewinnung gerodet werden kann. Dies wurde von der UN zurückgewiesen. Die Tasmanische Wildnis umfasst etwa 23 Prozent der Fläche Tasmaniens.
Diese Region beherbergt einen der gemäßigten Regenwälder der Erde.
Die Funde in Kalksteinhöhlen bestätigen die menschliche Besiedlung seit über 20.000 Jahren.
Nationalparks auf dem Gebiet des Welterbes:
- Cradle-Mountain-Lake-St.-Clair-Nationalpark
- Franklin-Gordon-Wild-Rivers-Nationalpark
- Southwest-Nationalpark
- Walls-of-Jerusalem-Nationalpark
- Hartz-Mountains-Nationalpark
- Mole-Creek-Karst-Nationalpark
- Mount-Field-Nationalpark

ebenso zählt auch die Central Plateau Conservation Area zum Gebiet des tasmanischen Weltnaturerbes.

## Fauna
Von 32 Säugetierarten Tasmaniens kommen 27 in der geschützten Region vor. Die bekannteste darunter ist sicherlich der Tasmanische Teufel, der ausschließlich auf Tasmanien vorkommt. Der noch größere Beutelwolf wurde zuletzt im Jahre 1930 gesichtet und gilt spätestens seit den 1940er Jahren als ausgestorben. Unter den über 150 Vogelarten ist der Gelbbauchsittich eine der seltensten. Darüber hinaus leben im Gebiet 11 Reptilienarten, 6 Froscharten und 15 Arten von Süßwasserfischen sowie zahlreiche Wirbellose.

## Galerie

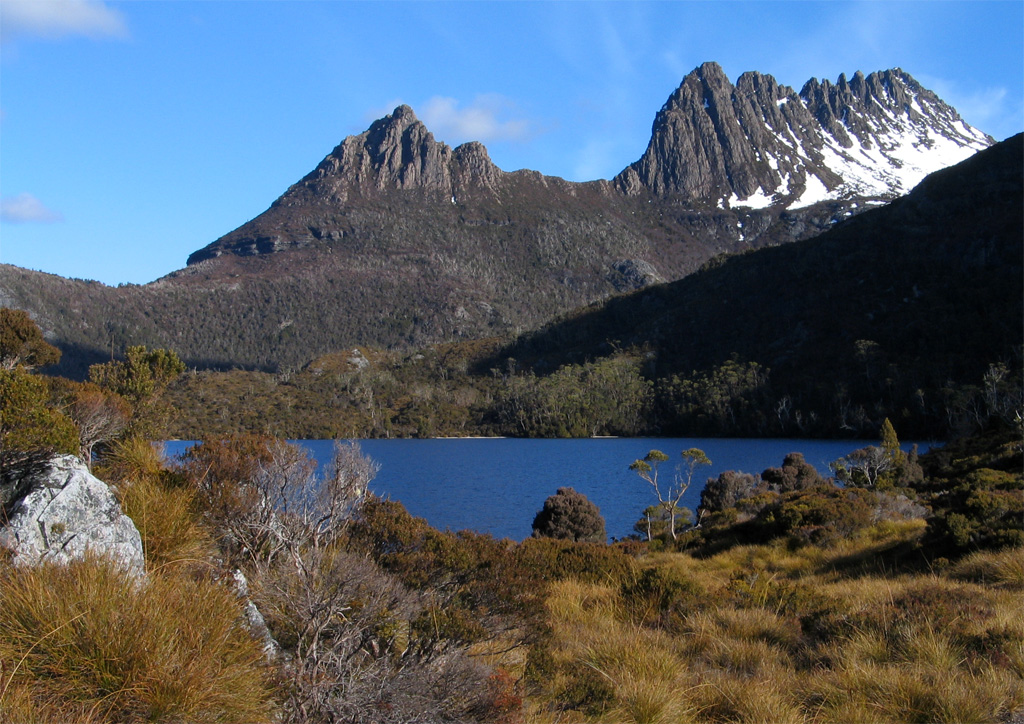
Cradle Mountain
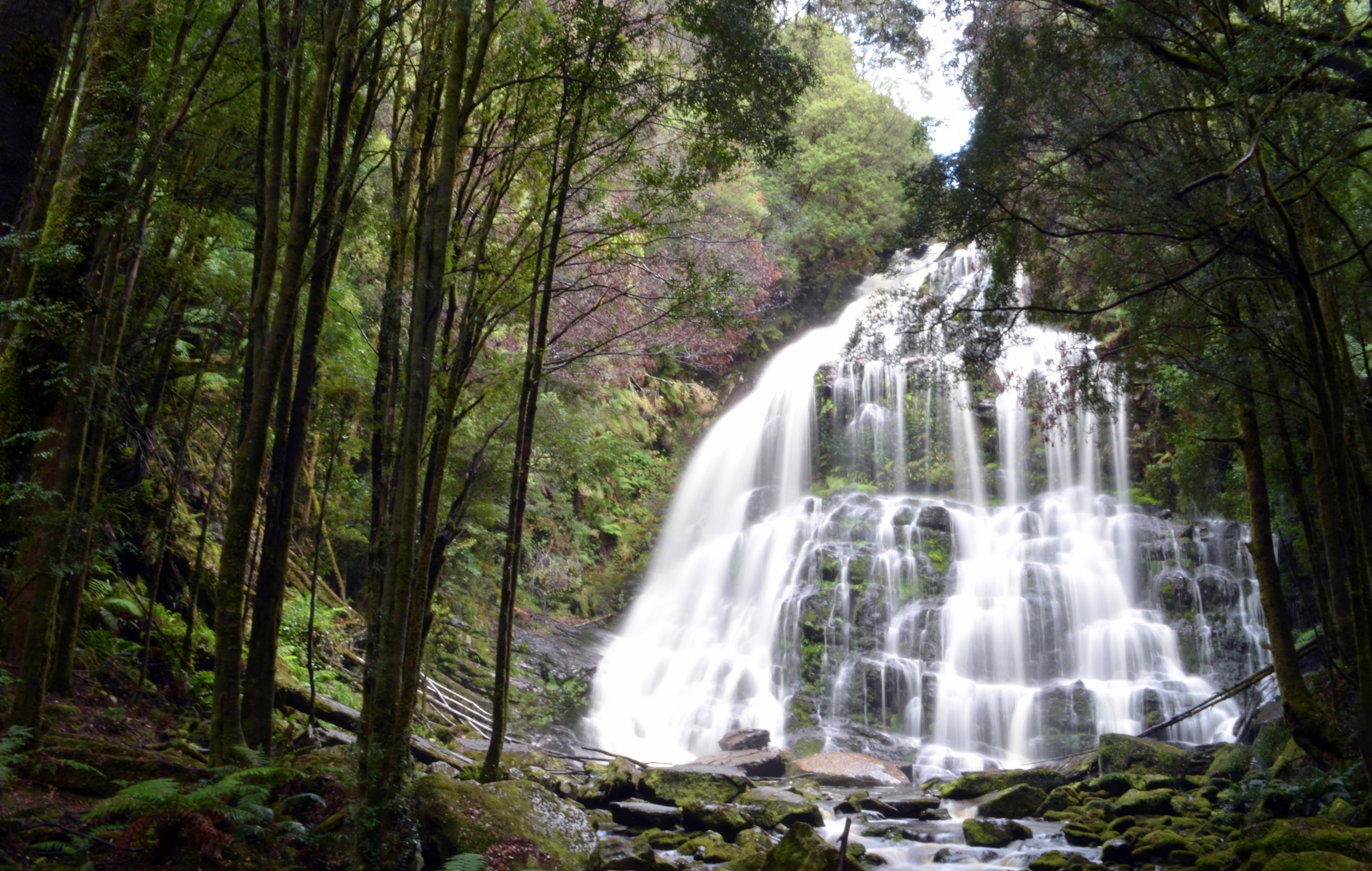
Nelson-Fälle im Franklin-Gordon-Wild-Rivers-Nationalpark
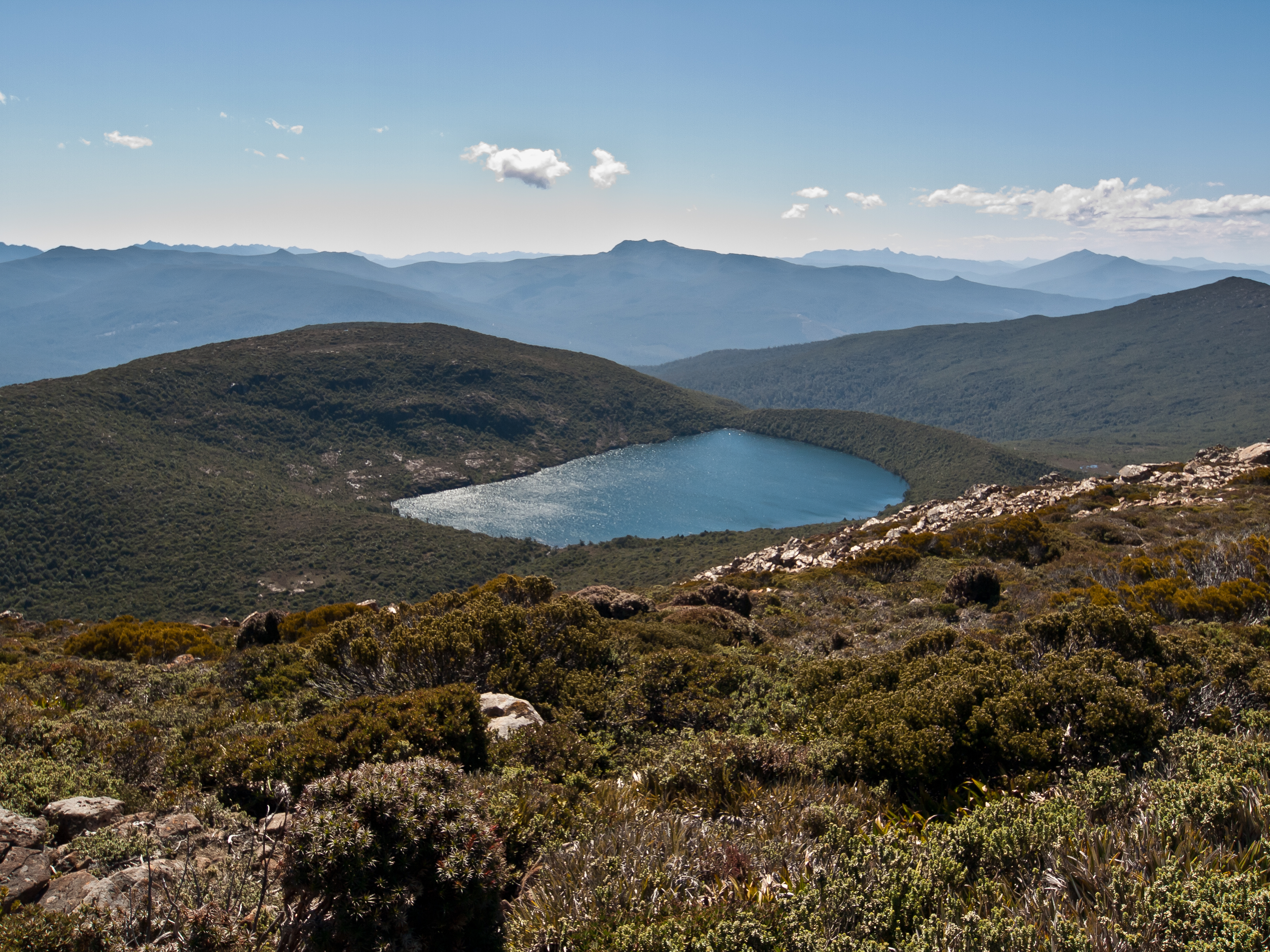
Hartz Lake im Hartz-Mountains-Nationalpark